# Serranía de Callejas
Die Serranía de Callejas ist ein System von Höhenrücken im südamerikanischen Anden-Staat Bolivien.

## Lage
Die Serranía de Callejas ist eine der bolivianischen Voranden-Ketten und liegt westlich der Serranía del Imajana zwischen dem Río San Mateo und dem Río Espíritu Santo, den beiden Quellflüssen des Río Chapare. Sie erstreckt sich in Nordost-Südwest-Richtung im Municipio Villa Tunari in der Provinz Chapare im Departamento Cochabamba. Nach Norden und Nordwesten hin wird der Höhenzug durch den Río Espíritu Santo begrenzt, nach Südosten durch den Río San Mateo. Die Gesamtlänge des Höhenzuges liegt bei etwa dreißig Kilometern, seine Breite misst bis zu zehn Kilometern. Die höchste Erhebung ist der Bejuco (3072 m) im zentralen Teil der Serranía de Callejas.

## Geographie
Die Serranía de Callejas folgt der Auffaltungsrichtung des Anden-Hochgebirges, ohne die absolute Höhe der zentralen Anden-Regionen zu erreichen. Aus der Serranía de Callejas heraus entwässert eine Reihe von kleineren Flüsse zum Río Espíritu Santo und zum Río San Mateo, wie der Río Huayruruny und der Río Avispas. Der Höhenzug zusammen mit der östlich anschließenden Serranía del Imajana und der Serranía de Iniricarsama und Teilen der Serranía Racete ist seit 1991 als Nationalpark Carrasco (Parque Nacional Carrasco) unter Naturschutz gestellt.

## Erschließung
Die Serranía del Imajana ist fast unbesiedelt und weist nur wenige unbefestigte Straßen auf, die vielfältige Flora und Fauna der semihumiden subtropischen Bergwälder sind noch wenig durch den Tourismus erschlossen.